# Wolfgang Schutzbar
Wolfgang Schutzbar, detto Milchling (1483 – 1566), è stato il trentanovesimo Gran maestro dell'Ordine teutonico dal 1543 fino alla sua morte.

## Biografia
Schutzbar proveniva dalla famiglia Schutzbar genannt Milchling, originaria dell'Assia. 
Egli aderì all'Ordine Teutonico nel 1507 e fu Komtur dal 1529 al 1543 e Balì d'Assia a Marburgo. 
Nel 1543, divenne Hochmeister e Deutschmeister, un ufficio combinato con sede a Mergentheim. Qui, egli costruì il primo municipio della città, nel 1564, ed il primo acquedotto. 
Non si segnalano eventi di rilievo per l'ordine sotto il periodo della sua reggenza.
Un monumento a lui dedicato è stato eretto dalla cittadinanza nella locale Piazza del Mercato. Il suo stemma era composto di tre cuori posti piramidalmente in centro allo scudo.